# Unreal (videójáték-sorozat)
Az Unreal egy sci-fi környezetben játszódó belső nézetű lövöldözős videójáték-sorozat, többségében az Epic Games fejlesztőcsapat gyártásában.

## A sorozat részei
E játékok mind az Unreal játékmotor különböző verzióit használják. A kerettörténetek szerint a távoli jövőben, a 2200-as évek elejétől kezdve játszódnak.

### Unreal

#### Unreal (1998)

##### Return to Na Pali (1999)
Bővebben: Unreal

### Unreal Tournament

#### Unreal Tournament 2003 (2003)

##### Unreal Tournament 2004 (2004)
Bővebben: Unreal Tournament 2004

#### Unreal Tournament 3 (2007)

##### Unreal Tournament 3: Titan Pack (2009)
- Bővebben: Unreal Tournament 3

## Leírás
Az 1998-ban megjelent Unreal (ford. „Valótlan”) egy FPS és egy akció-kalandjáték keveréke (enyhe túlélőhorror beütéssel). A főhős, akinek szemszögéből láthatjuk az eseményeket, egy börtönhajó foglyaként részese lesz egy kényszerleszállásnak a távoli Na Pali bolygón, amelyet egy értelmes, de meglehetősen vérszomjas hüllőszerű faj, a skaarj tart leigázva. A játékos feladata megszabadulni a bolygóról. Közben rengeteg különféle ellenfelet (elsősorban skaarj katonákat) kell lelőnie. A játékhoz az Epic később kiadott egy kiegészítést Return to Na Pali, továbbá a Legend Entertainment csapat egy folytatást Unreal II: The Awakening címen, mindkettőt 1999-ben. Már az Unreal is tartalmazott egy olyan ún. „botmatch” funkciót, amelyet használva, elszakadva a kaland-történettől, egyénileg vagy csapatosan harcolhatunk különféle gyakorlópályákon különféle ellenfelekkel. Ebből a lehetőségből lett aztán a következő Unreal motorra épülő játéksorozat, az Unreal Tournament lényege, a deathmatch.
Bár az Unreal (ahogyan a korai FPS-ek többsége is) cselekményvezetésben némileg hasonlít a Nintendo-s vagy MS-DOS-os Super Marió-féle platform-kaland-játékokhoz (rengeteg kart és kőkapcsolót kell megnyomni rengeteg rejtekajtó kinyitásához, óriási vízalatti templomokat és érthetetlen rendeltetésű űrhajókat kell bejárni v. beúszni és közben lelőni a szörnyeket – amik egyébként meglehetősen intelligensen védekeznek ez ellen), a 3D-s kép- és hangmegjelenítés, a szerencsés alaptörténet-választás és a megjelenése után tíz évvel is sok tekintetben megdöbbentően jó grafika és hanghatás-arzenál nagy rendszerkövetelménye ellenére is azonnal népszerűvé tette.
Az Unreal Tournament (röviden UT, ford. „Valótlan Bajnokság”) FPS szintén 1999-ben jelent meg, nem sokkal az Unreal után. Nemcsak alaptörténete nem kapcsolódik szinte semennyire sem az Unreal sorozatéhoz (a kapcsolat lényegében csak annyi, hogy a nali, ill. a skaarj faj említés szinten többször szerepel az UT-ben is, így aztán kikövetkeztethető, hogy közös képzeletbeli univerzumban játszódnak), de a játékmotor is fejlesztéseken ment keresztül, továbbá a játék „filozófiája”, célja is változott. A hangsúly a történetről teljesen a lövöldözésre terelődött át, ezen belül is különösképpen az internetes többjátékos (multiplayer) üzemmódra; követve a Quake III. Arena által meghatározott trendet, mégpedig sikeresen: az UT-et a videójáték-szaklapok többnyire a Quake III igen jól sikerült riválisaként, de legalábbis párhuzamban emlegették AZ UT egy „aréna-FPS”-sorozat: a pályák nem egy összefüggő történetet mondanak el, hanem – a meglehetősen szűkszavú kerettörténet szerint – egy futurisztikus, kézifegyverekkel vívott gladiátorviadal fordulóit jelentik (a kerettörténet szerint a NEG, vagyis az Új Földi Kormány 2291-ben a mélyűri bányakolóniákon elharapózó erőszak levezetése céljából engedélyezte ezeket a fegyveres játékokat, melyek hamar a korszak legnépszerűbb szórakoztató és sporteseményeivé váltak – a főhős ezek részese). Az Unreal Tournament alapvető játékmódja a multiplayer deathmatch: ennek során az interneten virtuális környezetben virtuális fegyverekkel felszerelkező játékosok virtuálisan leöldösik egymást; a játék célja minél több (és szebb) virtuális ölés (frag) elérése.
A fejlesztések és a hangsúlyeltolódás miatt az UT nem egy az egyben az Unreal sorozat folytatása, inkább egy különálló játéksorozat, amely azonban az Unreal univerzumában játszódik.
A nagy sikerre való tekintettel az UT-nek több kiegészítése és folytatása is megjelent. Az első UT verzió (amelyet egyszerűen csak UT-nak, UT '99-nek, vagy „GOTY UT”-nek neveznek a rajongók) sikerét mi sem bizonyítja jobban, minthogy a fejlesztők az első két-három kiegészítő csomagot (Bonus pack) telepakolták olyan fejlesztésekkel is, (elsősorban modokkal), melyeket rajongók készítettek. A népszerűséghez hozzájárult az UT könnyű fejleszthetősége is: már az Unreal-hez is mellékeltek pályaszerkesztőt (Unreal Ed), és ez a lehetőség megmaradt az UT sorozatban is; azonban különféle – meglehetősen egyszerűen beszerezhető – szoftverekkel szereplőket, hangokat, háttérzenéket és a legkülönféle modokat lehet a játékhoz készíteni, számottevő programozói tudás nélkül.

## Fegyverek
A legtöbb fegyver nagyon hasonlít az Unreal és az Unreal tournament sorozatokban.
- Diszperziós pisztoly (dispersion pistol): Ez az egyetlen Unrealbeli fegyver, aminek semmilyen értelemben sincs megfelelője az UT-ben (valószínűleg azért, mert a használata deathmatch közben inkább idegesítő, mint szórakoztató élmény). Közepes sebességgel mozgó kék (power-up esetén narancssárga) energianyalábokat lő ki, sebző hatása elég kicsi. Deathmatch közben inkább csak közelharcra használható, mert az ügyesebb ellenfelek könnyedén kitérnek a lövedéke elől. Másodlagos üzemmódban kék színű energiacsomagokat lő, amelyek valamivel erősebbek, de lassabban tüzel. Az Unreal alapértelmezett fegyvere. Jellegzetessége, hogy nem kell hozzá lőszer, mert a fegyver egy beépített energiaforrással rendelkezik. Intenzív tüzelés hatására lemerül ugyan, de mindenféle külső utánpótlás nélkül képes újratöltődni.
- Láncfűrész (chainsaw) vagy légkalapács (impact hammer): Az UT alapértelmezett kézifegyverei (az Unrealban nincsenek). A játékosok pályától és beállítástól függően használhatják vagy egyiket, vagy másikat (de egy játék alatt mindenki ugyanazt). Csak közelharcra jók: az ellenfelet nagyon szorosan meg kell érinteni a hatékony sebzéshez. A légkalapács elsődleges üzemmódja alkalmas nagyobb ugrások kivitelezésére is (a talajra célozva és lövés közben ugorva), bár általában sérülést okoz.
- Automag (U) / Enforcer (UT): Ez egy viszonylag kis teljesítményű, ólomlövedékeket lövő pisztoly, kis töltési ideje miatt tapasztalt játékos kezében mégis hatékony fegyver. Ez az alapértelmezett lőfegyver az UT sorozatban (vagyis a játékosok ezt kapják a pályák elején). Az UT '99-ben egyszerre kettő is használható.
- Mesterlövészpuska (sniper rifle): Ölomlövedékeket tüzel, meglehetősen lassan tölt, viszont iszonyatosan pontos. Az ún „fejlövésfegyverek” egyike: Az ellenség fejét eltalálva azonnali halált okoz (az UT demo verzióiban ez a fegyver nem szerepel, a fejlövés lehetőségét az ASMD veszi át). Másodlagos üzemmódja az, hogy belenézhetünk a fegyver távcsövébe, ami akár nyolcszoros nagyításra is képes, megkönnyítve ezzel az igen távoli célpontok precíz kiiktatását.
- Stinger („fullánkos” v. „szúrós”): Az Unreal speciális lövedékkel, tarydiummal működő gépfegyvere. Kinézetben és működésben a spagettiwesternek gépfegyvereire és az UT gépágyújához is hasonlít, de harcértéke gyengébb. Taridium-tüskéket lő ki az ellenfélre (valószínűleg innen a neve), viszonylag nagy rátával.
- Gépágyú (minigun): Ólomlövedékeket tüzelő sorozatlövő fegyver. Másodlagos üzemmódjában kétszer olyan gyorsan, de fele olyan pontosan tüzel, mint az elsődlegesben. Az Unrealban modern gyalogsági gépfegyver-kinézete van, míg az UT '99-ben külseje hasonlít az Unrealban használt Stingerre..
- Rohampuska (Combat assault rifle): Az Unrealban a minigun egyfajta kistestvére, egy annál valamivel gyengébb gyalogsági gépfegyver. Az UT '99-ben nem szerepel, későbbi UT részekbe azonban módosított formában visszakerült.
- ASMD sokkpuska (ASMD shock rifle): Energiafegyver. Kékesfehér színű, igen koherens és fénysebességgel mozgó sugárnyalábot lő ki, emiatt nagyon pontos és nagyon nagy a hatótávolsága (ha egy pályán nincs mesterlövészpuska, akkor az ASMD képes a leginkább helyettesíteni). Ráadásul töltési sebessége is a középmezőny felett van. Másodlagos üzemmódja egy lassan mozgó, nagy kék plazmagömböt lő ki. Ez főleg szűk és hosszú folyosókon hatásos. Ha a másodlagos lövedékeket az elsődleges tűz sugaraival eltaláljuk (ami nem túl nehéz feladat), egy hatalmas, tömegpusztító robbanás az eredmény, amely az elég nagy hatótávban tartózkodó ellenfeleket azonnal megöli.
- Impulzusfegyver v. plazmaágyú (pulse gun): Elsődleges üzemmódjában meglehetősen gyorsan mozgó zöld plazmagömböket lő ki, igen nagy tömegben. Nagyon nagy távolságra tapasztalt ellenfelekkel szemben már nem hatásos. Viszont állandó, megszakítás nélküli tüzelésre képes, vagyis nagyon nagy a tűzereje, elsődleges és másodlagos üzemmódban is. A másodlagos tüze egy zöld plazmanyaláb, amely elég pontatlan, de az ellenfelet pár másodperc alatt teljesen megsemmisíti. Talán emiatt van, hogy az UT botjai előszeretettel használják közelharcra.
- Gránátvető (grenade launcher): Csak az Unrealban szerepel. Lassan mozgó és elég pontatlanul irányítható gránátokat lő ki, amelyek azonban pusztító robbanást okoznak. Töltési ideje elég nagy. Jellegzetessége – ami bizonyos szituációkban előny, máskor hátrány – hogy a lövedékek meglehetősen ráérősen robbannak fel, ami alkalmassá teszi csapdák készítésére.
- Unreal rakétavető (rocket launcher): Egy gyorsan mozgó és – a Grenade Launcherrel ellentétben – azonnal robbanó gránátot lő ki. Töltési ideje viszonylag nagy. Az UT '99-ben nincs megfelelője (e folytatásban van ugyan „rakétavetőnek” nevezett fegyver, de az valójában az Unrealbeli eightballból és gránátvetőből összegyúrt fegyver).
- Rakétavető (eigthball gun az Unrealban, rocket launcher az UT-ben): Meglehetősen lassú rakétákat lő ki (azért nem csigalassúak ám), ezekből viszont egy-kettő elég a halálhoz. Ráadásul egyszerre több ellenfelet is megölhetnek. Elég hosszú ideig egy akármilyen távoli ellenfélre irányítva, a rakéták célkövetővé válnak (bár a célkövető funkció nem túl intelligens, könnyű kicselezni) – ezt piros célkereszt jelzi. Másodlagos üzemmódjában is ugyanezeket a rakétákat lövi ki, azonban ilyenkor a hajtóművük nem kapcsol be, így gránátszerű lövedék lesz az eredmény, amely késleltetve robban, pár másodperces ide-oda pattogás vagy gurulás után. Az UT beállítható, hogy a rakétavető egyszerre nyolc lövedéket lőjön ki (alapértelmezés) – ez nagyon megnöveli a töltési időt, de a tűzerőt is – vagy pedig egyet. (instant rocket fire).
- Repeszgránávető (flak cannon). A pulse gun mellett a másik hatékony közelharcfegyver. Nagyon gyorsan mozgó repeszekre robbanó lövedéket lő ki. A pulse gun folyamatos tüzével ellentétben nagy a töltési ideje, viszont – eltérően a plazmafegyvertől – egy pontos találat azonnali halált okoz. Másodlagos tüze egy közepes hatótávolságú robbanó golyó, szintén azonnal öl. Mindkét üzemmódban óvatosan kell bánni vele, mert a repeszek visszapattanhatnak a kemény felületekről, és a használóban is kárt okozhatnak.
- Biofegyver (bio rifle) vagy vegyivető: Csak közelharcra használható fegyver. Zöld színű méregcsomagocskát köp az áldozatra. Nagyon gyorsan öl (két-három találat elég), hátránya viszont, hogy a lövedékek nagy mérgező ereje miatt sokszor a használója is sérül. Másodlagos tüze még erősebb, viszont késleltetve hat, így csapdakészítésre alkalmas.
- Szeletelő v. belező (razorjack az Unreal-ben, ripper az UT-ben): Gyorsan mozgó fémtárcsákat lő ki igen nagy rátával, melyek vágott sebeket okoznak. A mesterlövészpuska mellett a másik "fejlövésfegyver". A lövedékek nagy távolságon persze nem olyan hatékonyak, mint egy golyó vagy egy plazmasugár, viszont pattognak a falakon, ezáltal olyan területeket is tűz alá vehetünk, melyeket nem is látunk (illetve, ha nem vigyázunk, a falakról visszapattanó tárcsákkal a saját fejünket is levághatjuk). Másodlagos tüze robbanó tárcsát lő ki, igen hosszú töltési idővel, a robbanás viszont nagyokat lök az ellenfeleken (ez olyankor előnyös, ha pl. épp egy láva- vagy savtó feletti rámpán egyensúlyoznak).
- Ítélethozó (reedemer): Termonukleáris fegyver. Nagyon lassan mozgó, nukleáris töltető rakétát lő ki, amely tíz-húsz méteres körzetben minden élőlényt azonnal elpusztít. Alkalmas ellenséges bázisok gyors pacifikálására (is). Másodlagos tüze ugyanilyen lövedéket lő ki, viszont a pályája irányíthatóvá válik. Ehhez azonban nézni kell a rakétára szerelt kamerát, ám az effajta elmélyült monitorbámulás az UT pergő akciójú pályáin nem kifejezett életbiztosítás.
- Mod fegyverek. Az UT '99 rajongók által készített, de a hivatalos, Epic által kiadott kiegészítésben (Bonus Pack 1) is bekerült Chaos UT modban egyéb fajta fegyverek is vannak, pl. egy kard (bastard sword), a bombákat dobáló, de közelharcra is használható gépkarom (claw), vagy egy nyílpuska, amely robbanó vagy mérgezett nyilakat is kilőhet.

Meglehetősen eltérő fegyverarzenál szerepel az Unreal 2-ben. Az Unreal Tournament 2003-ban visszatértek az UT-ihez jobban hasonlító fegyverekre, a következő változtatásokkal: az Automag/Enforcer helyett egy CAR nevű gépfegyver és a Shield gun az alapfegyver. A shield gun elsődleges tüze gyakorlatilag a légkalapácséhoz hasonló, másodlagos tüze egy kb. egy percig fenntartható energiapajzsot hoz létre, amelyről visszapattannak a lövedékek (de nem nyújt teljes körű védelmet intenzív fegyvertűz ellen, csak gyengíti annak hatását). A CAR-t mintha az Unreal 2-beli CAR elsődleges tüzéből és az UT-beli rakétavető másodlagos gránáttüzének egy erősen legyengített változatából rakták volna össze, további hátránya, hogy a beépített pályákon nincs hozzá muníció (vagy csak minimális). A minigun alig változott, a sokkpuskának pedig csak a kinézete és a másodlagos tűz plazmagömbjének haladási sebessége lassult (jelentősen), működési elve ugyanaz. Szintén gyakorlatilag csak kinézetében változott a repeszvető és a biofegyver. A rakétavető, bár működési elve hasonlít az UT-belihez, erősen gyengült, továbbá másodlagos tüze már csak három rakétát tud kilőni (nem gránátot, hanem rakétát), a célkövető berendezés kis hatótávolsága és csigalassúsága miatt pedig emberi ellenfelek ellen gyakorlatilag hasznavehetetlen lett. Az elsődleges és másodlagos tűz a két tűzgomb együttes lenyomásával ugyanúgy kombinálható, mint az Unrealban. Végül pedig eltűnt a mesterlövészpuska, helyét egy villámágyú nevű fegyver vette át. Mint neve is mutatja, ez egy jól fókuszálható, fénysebességgel mozgó elektromos kisülést produkál, amely kb. fele olyan erős, mint a mesterlövészpuska lövedéke. A mesterlövészpuskához hasonlóan, a másodlagos tűz lenyomásával egy távcső-nézőkét állíthatunk be különféle nagyításokra. A tűzerő csökkenése és a lövedékirány erősebb fókuszáltsága miatt pontosabb, ugyanakkor mégis esetlenebb, lassabban kezelhető fegyver, mint a mesterlövészpuskák. A pulse gun helyét egy hozzá hasonló elven működő fegyver, a link gun vette át. Ennek elsődleges plazmatüze sokkal erősebb (ugyanúgy világító zöld plazmadarabokat lő ki), a másodlagos plazmanyaláb sebző hatása gyengült. A link gun nevét onnan nyerte, hogy a szövetséges játékosok könnyen egyesíteni (to link – összekapcsolni) tudják a másodlagos tűz nyalábjait, amivel exponnenciálisan nő a sebző hatás (a plazma ilyenkor sárgára változik, majd átveszi a csapat színét).

## Power-upok
(A nevek az UT-ből származnak, az Unrealban máshogy hívják őket, de hasonlóan működnek).
- Pajzs-öv (shield belt): Egy öv, amely az Unrealben kb. egy percig (a játékost ért találatok ezt rövidítik) elektromos védő-erőteret generál a játékos körül, megóvva a sebzésektől. Az UT-ben időkorlát nélkül működik, erejét csak a találatok csökkentik.
- Láthatatlanság (invisibility): A játékost rövid időre csaknem láthatatlanná teszi.
- Rombolásnövelő (damage amplifier): Erőtér, amely megnöveli a fegyverek erejét;
- Szuper-egészség csomag (superhealth): 200-ra növeli az játékos életerő pontjait (alapért. 100).

## Fontosabb értelmes fajok és frakciók

### Emberek
A 23. század elejére az emberiség elhagyta a Földet, űrhajóival a kozmoszt járta és számtalan világban megtelepült. A mélyűrben, az új bolygók betelepítésében részben a nagyobb ipari vállalatok (Inuit Corporation, Liandri Corp., Axon Corp., Izanagi Corp.), részben pedig a Föld nemzetei által közösen fenntartott űrkatonaság, az UMS (Unified Military Service) voltak érdekeltek. A gazdagabbak számára, illetve speciális célok elérésére (katonaság, sportolás) egyre inkább mindennaposnak számított a kibernetika és a humán géntechnológia. Megjelentek az első öntudattal rendelkező mesterséges elektromechanikus életformák (androidok). Az emberiség találkozott az első idegen fajokkal, néhányukkal békés és tartós kapcsolatokat épített ki (kai, hex-core), néhányukkal (skaarj, strider, necris) viszont pusztító háborúkat vív, vagy pedig kisebb kommandókkal a határvidékeken csap össze.
A skaarjokkal vívott háború után a Földet újjá kellett építeni. 2215-ben megalakult az Új Földi Kormány (NEG, New Earth Government), amely óriási áldozatok árán visszaverte az idegenek Föld elleni támadását (2216), majd pár éven belül rendet teremtett a pusztulás utáni káoszban. Az UMS helyét az „űr-tengerészgyalogság” (space marine) és a NEG hasonló alakulatai vették át, valamint a velük együttműködő Földgyarmatok Hatósága (TCA, Terran Colonial Authority).
2291-ben a NEG az eltörölt halálbüntetés helyett legalizálta a „társadalmilag szabályozott gyilkosság” fogalmát, hogy az egyre inkább elharapódzó fegyveres erőszakot az irányítása alá vonhassa. A törvényre alapozva legnagyobb bányatársasággal, a Liandrival karöltve megalapították a Játszmát (Tournament), egy véres és halálos, főleg lőfegyverekkel (később járművekkel is) vívott gladiátor-bajnokságot, amely nemcsak a terrán faj fő szórakozási formája lett, hanem egy idő után galaktikus látványosságokká alakult, amelybe a gyarmatok és idegen fajok csapatai is beszálltak.

### Behemót
Csak az Unrealban szereplő humanoid faj, a skaarjok rabszolgái vagy teremtményei. Angol nevük (brute, jelentése kb. „nagy állat”, „barom”), nagy termetükre és nagy testi erejükre (de, bizonyára, szellemi képességeikre is) utal. Kb. két és fél méter magas, széles vállú és fejű, nyak nélküli teremtmények, a skaarj létesítmények őrszemélyzete, a Na Pali helyi „gorillái”, akik többnyire dupla kézi rakétavetővel (vagy ököllel) küzdenek. Elég buták és lassúak, megfelelően a gorillákról szóló sztereotípiáknak. Termetük és erejük alapján három csoportra oszlanak: kisebb behemót (lesser brute), közepes behemót (brute) és végül behemót (behemoth). Ők az első idegen faj és az első ellenség, akivel a játékos összecsap az Unrealban, a Nyleve's fall c. pályán.

### Drakkok
Az Unreal II-ben szerepelnek. Rovarszerű megjelenésű, átlátszó testű elektromechanikus életformák, akik elpusztították szerves uraikat. A hazájukba belépő űrhajókat elfogják, legénységükkel különféle kísérleteket végeznek.

### Gen Mo-Kai
Idegen humanoid faj, testalkatuk enyhén hasonlít egy kétlábú növényevő dinoszauruszéra. A játékokból meglehetősen kevés derül ki róluk.

### Kai-k
Csak az Unreal II-ben jelennek meg. Anyabolygó nélküli nomád faj. Megjelenésük elég bizarr, bőrük drappos, fejük kicsit polipszerű, középen egyetlen szemmel és szájszervvel, testük, végtagjaik és ujjaik megnyúltak, de görnyedtségük miatt nem látszanak magasabbnak az embereknél, akikkel szövetséget kötöttek. A kai-ok végzik a legalantasabb munkákat (takarítás, főzés) az emberi létesítményekben anélkül, hogy ez vagy a közemberek lenézése különösebben bántaná őket. Az erőszakot kerülik. Ruházatukon egyedi, fából faragott, geometrikus csecsebecséket viselnek, ezeknek pontos funkciója ismeretlen. A nem emberek között élő egyes csoportjaik nomádként vándorolnak az űrben hajóikon, régészeti emlékeket keresve.
Amint ez az U II. cselekményéből kiderül, a kai-ok eredete nagyon előkelő. Egy egykor világszerte tisztelt és rettegett mesterséges faj, a toscok tudósai hozták létre őket, miután uraik (egy másik, meg nem nevezett faj) kihaltak, már nem volt kit szolgálniuk és maguk is kihalásra ítéltettek. A tosc tudósok a kai-okba rejtették saját genetikai anyaguk nagy részét kihalásuk előtt, és létrehoztak egy tárgyat, amelynek sugárzása hatására bármely kai egyed azonnal tosc-ká alakul. A tárgy hét darabja utáni vadászat képezi az Unreal II cselekményét.

### Kalmárok
A kalmárok (mercenaries) – csak az Unrealben szerepelnek. Technológiailag magasan fejlett idegen humanoid faj, amely a skaarj riválisaként szintén megvetette lábát a Na Pali bolygót tartalmazó űrszektorban. Nagyjából két – két és fél méter közti átlagmagasságúak lehetnek, fejük hüllőszerűen megnyúlt és lapos. Mivel egész testüket befedő űrruhában szerepelnek, külsejükről nehéz többet mondani. Egyedei fizikailag gyengébbek, mint a skaarj, és nemcsak náluk, de az embereknél is lassabb átlagsebességgel mozognak; viszont ezt fegyvereikkel ellensúlyozzák: képesek ideiglenesen személyi pajzsot generálni maguk körül, egy csuklóikra erősített golyószóróval és egy távolsági rakétavetővel vannak felszerelve (pontosabban ez egy lőfegyver, amely golyókat lő ki, ha gazdája áll, és rakétákat, ha szalad). Az idegeneket éppúgy nem nagyon kedvelik, mint a skaarj, az Unrealban mindegyik kalmár ellenségként viselkedik – egyébként a nalikkal ők sem bánnak sokkal finomabban, mint a skaarj. A skaarj és a kalmárok rossz viszonyára több nyilvánvaló jel is utal: a Terraniux underground c. pálya elején – ahol a kalmárok először jelennek meg – egy skaarj katona várja a játékost a kalmárok űrhajója, a Terraniux ajtaja előtt, tőle nem messze egy megölt kalmár fekszik. A kalmárok által uralt területeken más formában sosem találkozni skaarj jelenléttel. A skaarj Anyahajó egyik részében viszont fogva tartott kalmárokkal találkozhat a játékos. Hivatalos magyarázat nem ismert rá, hogy elnevezésük saját (kalmár) eredetű-e, illetve, hogy miért pont így nevezik őket – az biztos, hogy az Unreal sorozatban semmi nyoma annak, hogy más fajok hadseregeiben pénzért harcolnának.

### Krallok
Az Unrealben jelentek meg, mint a skaarj embermagasságú, humanoid rabszolgái. Mivel valamivel kifinomultabbak a behemótoknál, ezért a skaarj általában rájuk bízza a foglyok őrzését. Az emberi diszperziós pisztolyokhoz hasonló energiacsomagokat kilövő, de közelharcra is használható dárdaszerű fegyverekkel küzdöttek.
Az UT III.-ban újra megjelentek mint a necris szövetségese, teljesen megváltozott, szörnnyé alakított testalakkal és viselkedéssel, szarvakkal teli brutális óriásokként.

### Nalik
Az Unreal-ban nagyon fontos szerepet kapnak, ezenkívül akár karakter, akár kisebb utalás formájában, bár már csak alkalomszerűen, a folytatásokban is feltűnnek. A Na Pali bolygó békés humanoid lakói. Az embernél alig alacsonyabbak, de sokkal vékonyabak és inasabbak, négy kezük félelmetes harcosokká tehetné őket, de ők inkább félénkek és passzívak. Pedig sokuknak olyan különleges képességeik vannak, mint az alacsony magasságú levitáció, vagy a láthatatlanná válás. Középkori fejlettségű, technológiailag fejletlen, de magas spirituális szintet elért kultúrájuk értetlenül áll a „fémszekéren érkezett égi csillagdémonok”, a skaarj brutalitása előtt, és reménykedik a Megváltó eljövetelében, aki megszabadítja őket. Sokuk az Unreal főhősét azonosítja e mitologikus alakkal, és hajlandó segíteni neki (de többnyire más bajba jutott embereknek is igyekeznek segíteni): titkos ajtók, utak, rejtett fegyverek és páncélok megmutatásával. A békés nali papok és lakosok sosem ártanak a játékosnak, nemcsak lelőni nem szabad őket, de azt sem jó hagyni, hogy a skaarjok végezzenek velük, mert segítségnyújtásuk gyakoriságát a játék során elszenvedett áldozataik száma csökkentheti. Az UT Bonus Pack 1 lehetőséget adott a játékosnak, hogy nali karaktert válasszon magának, vagy akár ellenfélnek.

### A necris
A necris nehezen kategorizálható faj. Tulajdonképp nem is idegenek, hanem élőhalott emberek, akiket az egykor földi eredetű nagyvállalat, a rejtélyes Phaider Corporation által felfedezett és birtokolt eljárással hoznak vissza az életbe. Nevüket a Phaider anyabolygója, a Necris után kapták (UT '99), egy későbbi epizód (UT III.) szerint azonban az Omicron-6-ról származnak. A feltámasztás egy nanorobotokból álló folyadékszerű anyagon, a nanoblack-en alapszik. A necrissé vált személy feltámasztása után rendelkezik korábbi élete emlékeivel és személyisége egy részével is. Ugyanakkor a nanoblacknek önálló személyisége is van, és egyfajta vallásos hite önmaga felsőbbrendűségében.
Miután a skaarj visszavonulásra kényszerült, egykori rabszolgáit, a krallokat is elvesztette. Az egymással is rivalizáló krall klánok ezután a hataloméhes emberi nagyvállalatok szolgálatába álltak, többek között a Phaiderrel és necriseivel is szövetséget kötöttek. Az UT III. cselekményének legfontosabb részét a necris-krall szövetségnek az emberiség elleni támadása képezi.

### A skaarj
Valamilyen formában szinte mindegyik epizódban feltűnnek, általában mint ellenségek.Hüllőszerű (megjelenés) / rovarszerű (szaporodás – társadalom) értelmes, többé-kevésbé humanoid faj.
- Unreal: Az Unrealben jelentek meg először, külsejük emlékeztetett a Predator c. filmben látható idegenekre (a test- és arcfelépítés bizonyos közös elemei, pl. magas és széles, szemöldökkel egybenőtt homlok, keskeny szájrés, állból kinövő agyarak, hasonló haj(?)viselet, a csuklókon hordozott dupla pengék). Bőrszínük már ebben az epizódban is változónak tűnik (kékeszöld, olajzöld, világoszöld), főleg a mellkasukon. Négy fő kasztra tagolódtak: lárvák, harcosok, katonák és a királynő (ezeket ld. itt).
- Unreal II: The Awakening: A faj külseje kissé megváltozott, ez nemcsak a jóval kidolgozottabb karaktermegjelenítésnek köszönhető, hanem valószínűleg koncepcionális igényeknek is. A skaarjok kecses kobrafeje és testük is zömökebb, gorillaszerűbb lett, az agyarak hatalmasra nőttek. A bőrszínük itt is változó, kékeszöldtől a sárgászöldig, a testeken kifejezett festés vagy tetoválás látható, valószínűleg a különféle klánokhoz tartozás függvényében. A haderőnemek átalakultak, eltűnt a könnyű űrruhát viselő lőfegyveres skaarj katonai kaszt, ehelyett csak a razikkal küzdő harcosok maradtak meg, azonban változó nehézségű páncélzattal (a csupasz testű razikos harcos-akrobatáktól kezdve egészen a többféle energialövedéket bevető, csigalassan járó, groteszk exoskeleton-páncélos lovagokig – elterjedt nevükön 'mecha skaarj'-okig). Lárvák, hadurak és királynő nem jelennek meg. Míg az Unreal fordítóüzenetei (ISV Kran Deck 4 c. pálya) legalábbis az itt feltűnő harcosokat „relatíve unintelligenseknek és lassú mozgásúaknak” mondja, addig az Unreal főhőse, Dalton, így jellemzi őket: „a skaarj egy hataloméhes faj, amely szemet vetett erre az űrszektorra. Katonái magas szinten független, intelligens és nagyon veszélyes harcosok. Bár eddig az erősen törzsies társadalmuk nem segítette őket abban, hogy igazán komoly erővé váljanak, az utóbbi időkben eddig soha nem tapasztalt együttműködést vettünk észre a különböző klánok között, ami számunkra csak bajt hozhat.”
- Közös tulajdonságok az epizódokban: A skaarj egyedei megszámlálhatatlan mennyiségben találhatóak az űr ismeretlen területein, és erejük, ügyességük jóval az emberek fölé emeli őket. Egy tipikus skaarj közösség (klán) egy nagyméretű királynőből áll – amely az egyetlen nőstény a klánban – és különféle kinézetű és szerepű katonákból. A királynőtől számtalan fejletlen, zöld színű lárva származik; ezek négy ízelt lábbal, hosszúkás testtel, továbbá a kifejlett példányokéra emlékeztető fejjel rendelkeznek. Technológia: technológiai fejlettségük az Unreal részei alapján nem látszik számottevően magasabbnak az emberiségénél, bár ez főleg amiatt van, hogy az emberekről jóval kevesebbet tudunk meg, mint az idegenekről (a későbbi UT részek azonban jelentősen módosították e képet: nagyon fejlett eszközeik vannak, továbbá saját magukat és szolgáikat genetikailag és kibernetikusan is képesek módosítani). A leggyakrabban előforduló skaarj közkatonák bevett fegyvere az ún. razik: ez egy kesztyűszerűen a csuklóra rögzített fém-eszköz, amiből szükség esetén két hosszú fémpenge pattintható ki (közelharcra), illetve egy csillagszerűen fénylő energiacsomag lőhető ki a távolabbi ellenfelekre. A razik lövedékei meglehetősen gyorsak. Egy skaarj kezenként egy-egy, tehát összesen két razikot szokott használni egyszerre. Ha valamelyik pályán emberi vagy nali végtagot, vagy kettészelt holttestet talál a játékos, az szinte bizonyosan razikkal végzett hentesmunka nyoma. A fegyver egyébként csak az Unreal 2. (The Awakening) c. folytatásban lett megnevezve. Több Unreal sorozatbeli játszható fegyver (a razik nem az) a játékleírás szerint skaarj technológia: így a nyolclövetű, a gépágyú, valamint a pengevető. Kultúra: Nemcsak az egyes egyedek agresszívak, hanem közösségben is, minden idegen űrjárművet megtámadnak, és foglyaikkal brutálisan kegyetlenek (az Unrealban számtalan skaarjok által keresztre feszített, lávatóba fojtott, vagy egyszerűen csak feldarabolt nalival lehet találkozni). Több idegen fajt a rabszolgáikká tettek, így pl. a „behemótokat”, a krallt vagy a nalit. A későbbi UT részekben is a skaarj maradt az egyik legfontosabb ellenfél, a folytatások számos tekintetben bővítették az e fajról származó információkat. Eszerint pl. a skaarjok náci jellegű ideológiát vallanak, minthogy minden más faj felett állónak tekintik magukat, és uralni kívánják az ismert Világegyetemet. Történelem: A Skraath az anyabolygójuk, ahonnan szétterjeszkedve egy számos más fajt leigázó, nagyon lazán központosított nagybirodalmat (a Skaarj Birodalom) alkottak. A terjeszkedésüket azonban némileg nehezíti az erősen törzsies jellegű társadalom: a skaarj számtalan klánra oszlik, melyeket a klánkirálynő irányít (az Unrealban a játékos egyik feladata legyőzni a Na Palit uraló klán királynőjét). Az emberi történelemben is kulcsszerepet játszottak: az emberiség szórványos találkozások után a lezuhant ISV Kran űrhajó fedélzetein találkozott először nagy tömegben a skaarj-ral, de csak egyikük élte túl a találkozást,[10] mert a skaarj módszeresen lemészárolt mindenkit, aki csak ért. Nemcsak a skaarj értesült az emberiségről, ami betolakodott a területére, de az emberiség is tudomást szerzett az idegen fajról a 849-es elítélt révén, aki tájékoztatta az US Bodega Bay emberi hadihajó legénységét az ISV Kran és a Vortex Rikers tragédiájáról. Számos kisebb ütközetet vívtak ezután az idegenekkel, miközben az emberiség a fenyegetés hatására egyesült a NEG (Új Földi Kormány) vezetése alatt. Végül az űrharcok az emberek és a skaarj totális háborújába torkolltak. Utóbbi egyik legfontosabb eseménye a Hétnapos Ostrom, melynek során a skaarj megtámadta és nagyrészt romba döntötte a Földet (Ez az Unreal és az UT '99 fiktív cselekményideje között történt).[11] Bár a számtalan skaarj anyahajó közül mindössze egy irányította a Föld elleni műveletet, a Hétnapos Ostrom visszaverésével a háború, úgy tűnik, megfordult, az űrbázisokról és a gyarmatokról folytatva a háborút, az emberiségnek sikerült a skaarjt jelentős mértékben visszaszorítania (hiszen az UT III.-ban a Liandri Társaság révén az emberiség birtokolja a Na Palit – vagy bizonyos részeit). A skaarj ennek ellenére még a legújabb UT részekben is fenyegetést jelent az emberiség számára (igaz, egyik klánjuk a Bajnokságba is beszállt).

A skaarj számtalan rabszolgája közül elsősorban az Unreal-beli behemótok, valamint az Unreal II.-beli izariánok kaptak a sorozatban nagyobb szerepeket.

## Nem értelmes fajok

### Manta
Testileg csak az Unrealban szerepelnek, azonban van egy utalás rájuk az UT III-ban is, egy Manta nevű harci légijármű. A Na Pali agresszív repülő ragadozói, rájaszerű testükkel siklanak a levegőben, hosszú farkukkal sebesítik meg áldozataikat.

### Titán
Csak az Unrealben szerepelnek, több pálya végén is feltűnnek bossokként. A Na Pali trollszerű, őshüllőméretű, félig értelmes, beszédképtelen lényei. A skaarj egyik kedvenc szórakozása, hogy a Nali templomokból átalakított gladiátor-arénákban ezekkel az óriásokkal végezteti ki a foglyokat és lázadókat. A titánok elég tompa eszűek, viszont óriási sziklákat hajigálnak az ellenfeleikre, és a legmodernebb fegyverekkel is csak lassan, sok lőszer árán lehet végezni velük.